# Sandra Alonso
Pour les articles homonymes, voir Alonso.
Sandra Alonso Domínguez, née le 19 août 1998 à Mexico, est une coureuse cycliste espagnole, membre de l'équipe Ceratizit-WNT.

## Biographie
Née à Mexico le 19 août 1998 d'un père mexicain et d'une mère espagnole, Sandra Alonso Domínguez vit à partir de 1999 en Espagne à Torrevieja où elle commence le cyclisme à l'âge de huit ou neuf ans après avoir pratiqué la gymnastique,. Ayant des résultats d'envergure nationale au niveau cadets, elle bénéficie d'un soutien financier. En 2016, elle est sélectionnée pour le championnat du monde sur route juniors et se classe huitième. L'année suivante, elle est championne d'Espagne de poursuite individuelle sur piste.
Alonso rejoint en 2018 l'équipe Bizkaia-Durango et participe cette année-là pour la première fois au Tour d'Italie. Elle remporte à nouveau le titre national de poursuite individuelle en 2019. Elle rejoint en 2000 la formation Cronos Casa Dorada dirigée par Íñigo Cuesta. Elle figure dans la sélection espagnole pour la course en ligne des championnats du monde et se classe 98e de cette course.
De retour en 2021 dans l'équipe Bizkaia-Durango, Sandra Alonso remporte le 7 mai sa première victoire professionnelle lors de la deuxième étape de la Setmana Ciclista Valenciana. Elle s'engage avec Ceratizit-WNT à partir de 2022 avec un contrat portant sur trois saisons. En 2022, elle obtient deux podiums aux championnats d'Espagne sur route et de contre-la-montre, une médaille de bronze sur la course en ligne des Jeux méditerranéens ainsi que la dixième place de Paris-Roubaix. Son équipe la sélectionne pour le Tour de France. Lors des championnats du monde, elle est  31e du contre-la-montre mais ne termine pas la course en ligne.
En parallèle de sa carrière, elle effectue des études en architecture.

## Palmarès sur route

### Par années
- 2015
  - 3e du championnat d'Espagne sur route juniors
- 2016
  - 8e du championnat du monde sur route juniors
- 2021
  - 2e étape de la Setmana Ciclista Valenciana
- 2022
  - 2e du championnat d'Espagne sur route
  - 3e du championnat d'Espagne du contre-la-montre
  -  Médaillée de bronze sur route des Jeux méditerranéens
  - 10e de Paris-Roubaix
- 2023
  - 3e du championnat d'Espagne du contre-la-montre
- 2024
  - 2e étape du Tour de Normandie
  - 6e étape du Tour de Thuringe
  - Tour du Guangxi

### Résultats sur les grands tours

#### Tour d'Italie
4 participations
- 2018 : 125e
- 2019 : 112e
- 2020 : abandon (9e étape)
- 2021 : hors-délais (4e étape)

#### Tour de France
3 participations
- 2022 : 44e
- 2023 : 92e
- 2024 : 83e

### Classements mondiaux
| Année                                 | 2018 | 2019 | 2020 | 2021 | 2022 | 2023 | 2024 |
| ------------------------------------- | ---- | ---- | ---- | ---- | ---- | ---- | ---- |
| Classement UCI                        | 477e | 631e | 314e | 160e | 113e | 229e | 83e  |
| UCI World Tour                        | nc   | 227e | 107e | 139e | 117e | nc   | 57e  |
|                                       |      |      |      |      |      |      |      |
| Légende : nc = non classéSource : UCI |      |      |      |      |      |      |      |

## Palmarès sur piste
- 2017
  -  Championne d'Espagne de poursuite individuelle
- 2019
  -  Championne d'Espagne de poursuite individuelle